# Paralichthys triocellatus
Paralichthys triocellatus is een straalvinnige vissensoort uit de familie van schijnbotten (Paralichthyidae). De wetenschappelijke naam van de soort is voor het eerst geldig gepubliceerd in 1903 door Miranda Ribeiro.